# 鈣長輝長無粒隕石

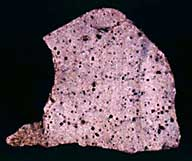
Ibitira鈣長輝長無粒隕石，非堆積非角礫岩的Stannern trend鈣長輝長無粒隕石。新的研究顯示Ibitira 是源自灶神星之外的另一個母體。雖然它有鈣長輝長無粒隕石礦物的特徵，但它的基因不是HED隕石。

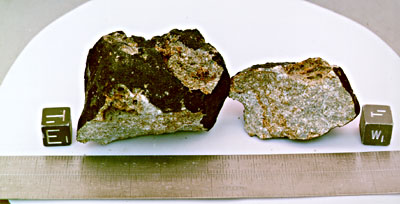
橫斷面大約5公分的角礫岩鈣長輝長無粒隕石GRA98033，發現地點是南極洲的Graves Nunataks地區。

鈣長輝長無粒隕石（Eucrite），也稱為倍長輝長無粒隕石是無球粒的石隕石，它的來源可能是灶神星，並且是HED隕石群的一部分。它們是最常見的無球粒隕石群，並且目前已經有超過100種以上的不同性質。
鈣長輝長無粒隕石包含來自灶神星地殼或是類似母體的玄武岩岩石。它們大部分的成分是鈣-缺乏辉石、易變輝石、和鈣-富含斜長石(鈣長石) 。
基於不同的化學成分元素和這種成分結晶的特徵，它們可以分成幾種不同的子群：
- 非堆積鈣長輝長無粒隕石是最常見的品種，可以再進一步細分：
  - 主序鈣長輝長無粒隕石形成於表面，雖然不完全是，但大多數風化角礫岩覆蓋在較新的沉積密封下岩化作用。
  - Stannern trend 鈣長輝長無粒隕石是罕見的品種。
  - Nuevo Laredo trend 鈣長輝長無粒隕石被認為是來自灶神星地殼的深層，並且是過渡到堆積鈣長輝長無粒隕石的群。
- 堆積鈣長輝長無粒隕石是罕見有面向結晶的類型，被認為是在灶神星的地殼深層固化的岩漿庭(magma chambers)。
- 複相碎屑岩鈣長輝長無粒隕石是風化角礫岩，主要是鈣長輝長無粒隕石的碎片和少於十分之一的古銅無球隕石，來自古銅鈣無球隕石的任意分割線，也顯示在結構中。它們是比較少見的。

## 词源
鈣長輝長無粒隕石的學名Eucrites源自希臘的單字eukritos，意思就是"很容易區別"。這是指它們在矽酸鹽礦物中，由於其相對較大的晶粒尺寸而很容易分辨出來。 
“鈣長輝長無粒隕石”也是過時的術語，指的是在地球上發現的倍長石(鈉鈣長石)-輝長岩。這個名詞在地質學上指的是古第三紀在蘇格蘭的一些火成岩岩石類型的名稱。 

## 参阅
- 隕石學辭彙

## 外部連結
- Eucrite images （页面存档备份，存于） - Meteorites Australia